# اوپل کورسا
اوپل کورسا (Opel Corsa) یک خودروی سوپرمینی است که با پژو ۲۰۸ نسل دوم پلتفرم مشترکی دارد و اکنون در ساراگوسا اسپانیا تولید می‌شود. در بازار ایران نیز شرکت پرشیا خودرو واردات با تعداد محدودی از نسخه فیس لیفت ۲۰۲۴ این خودرو را از زمستان ۱۴۰۳ بر عهده دارد.
این خودرو در کلاس سوپرمینی قرار گرفته، طراحی آن خودروهای موتور جلو-محور جلو بوده است.

## نگارخانه

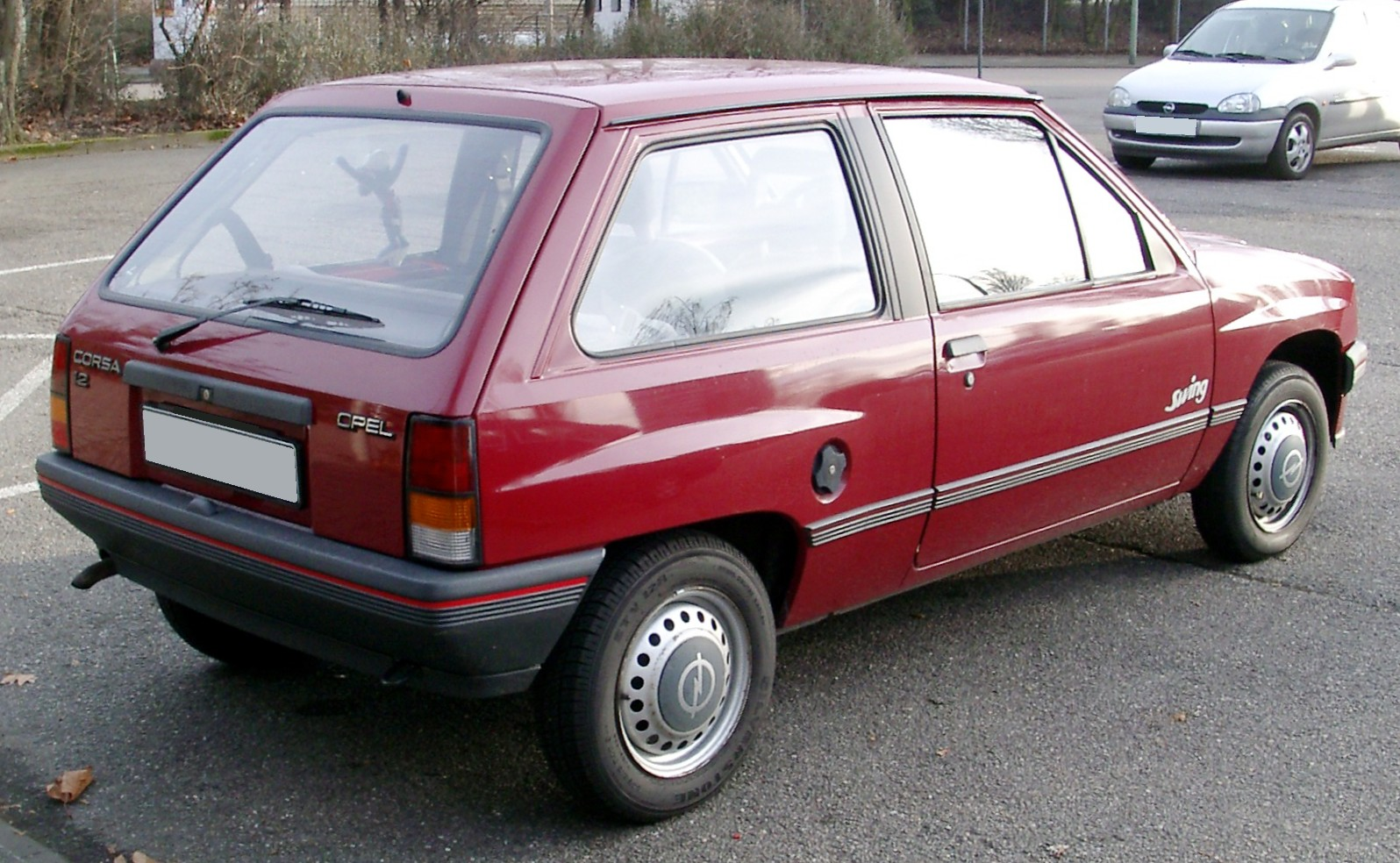
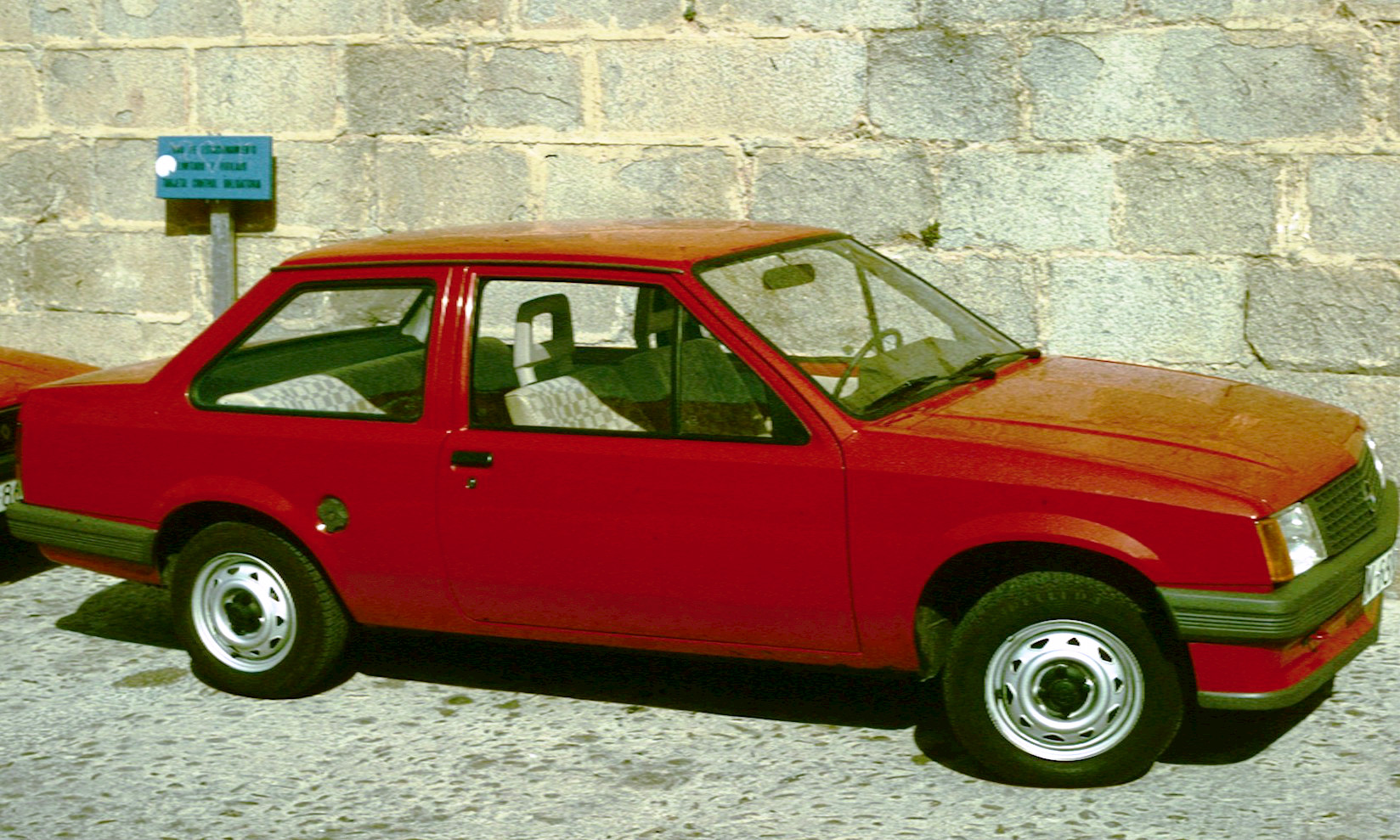
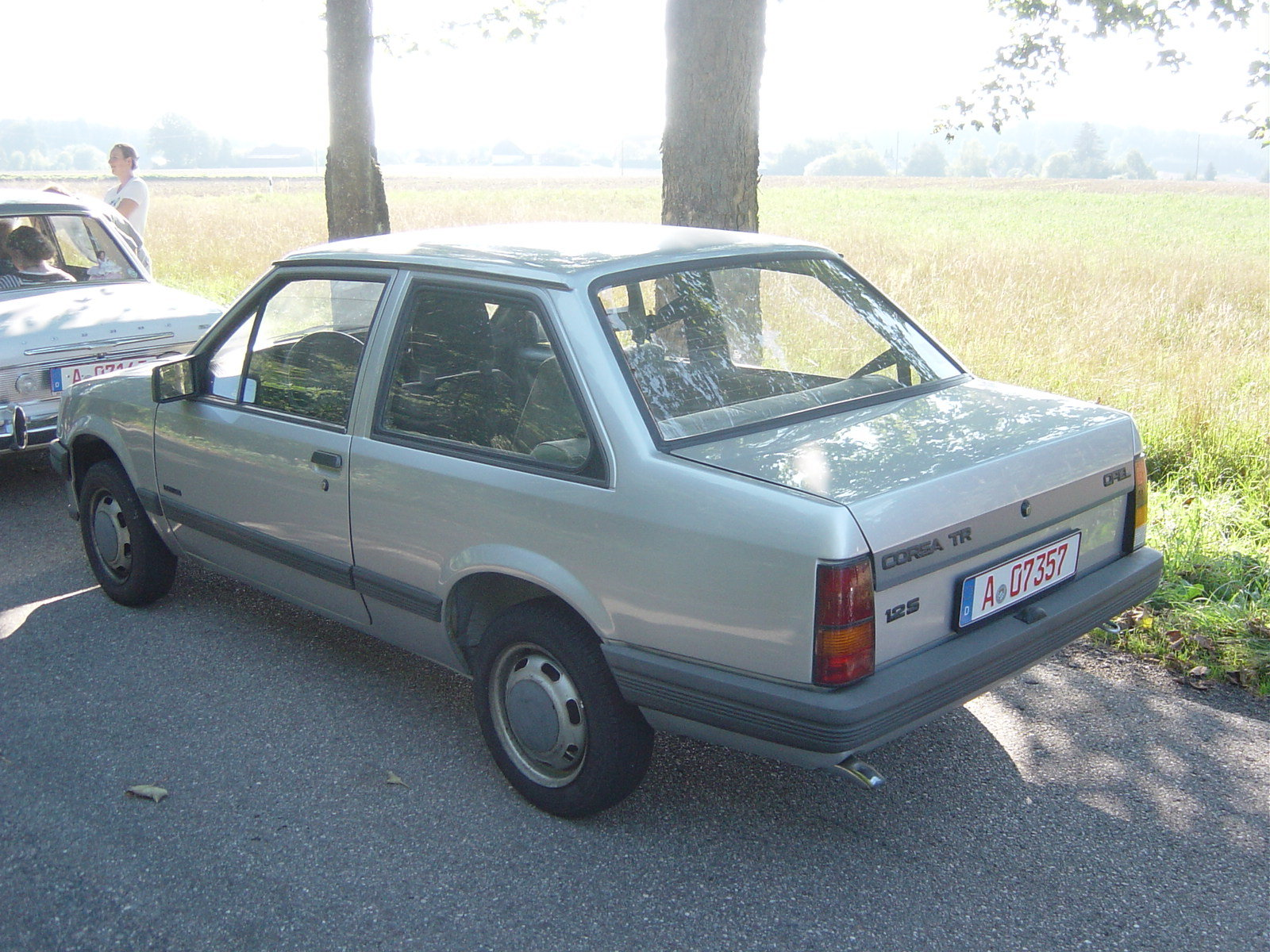
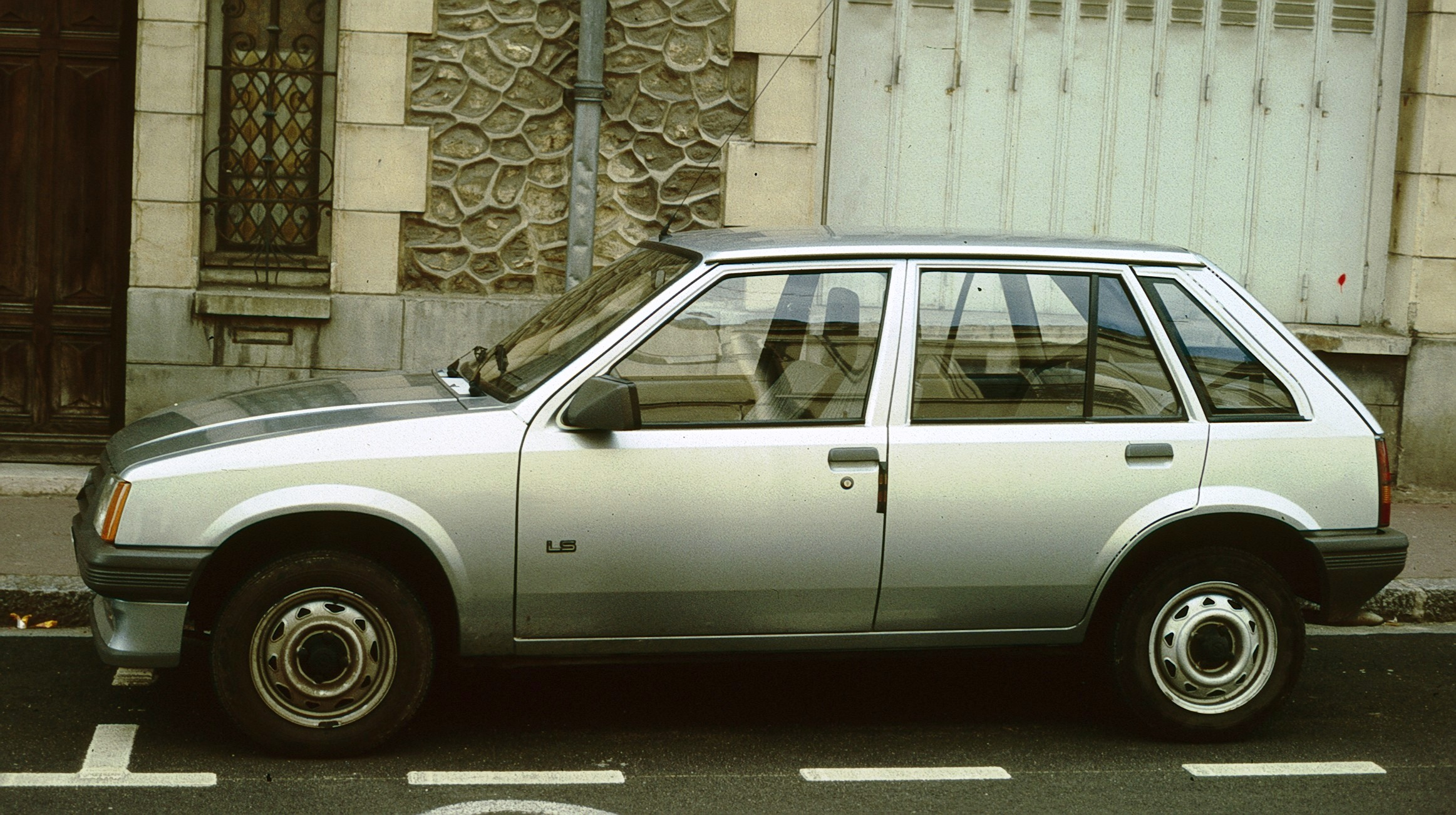
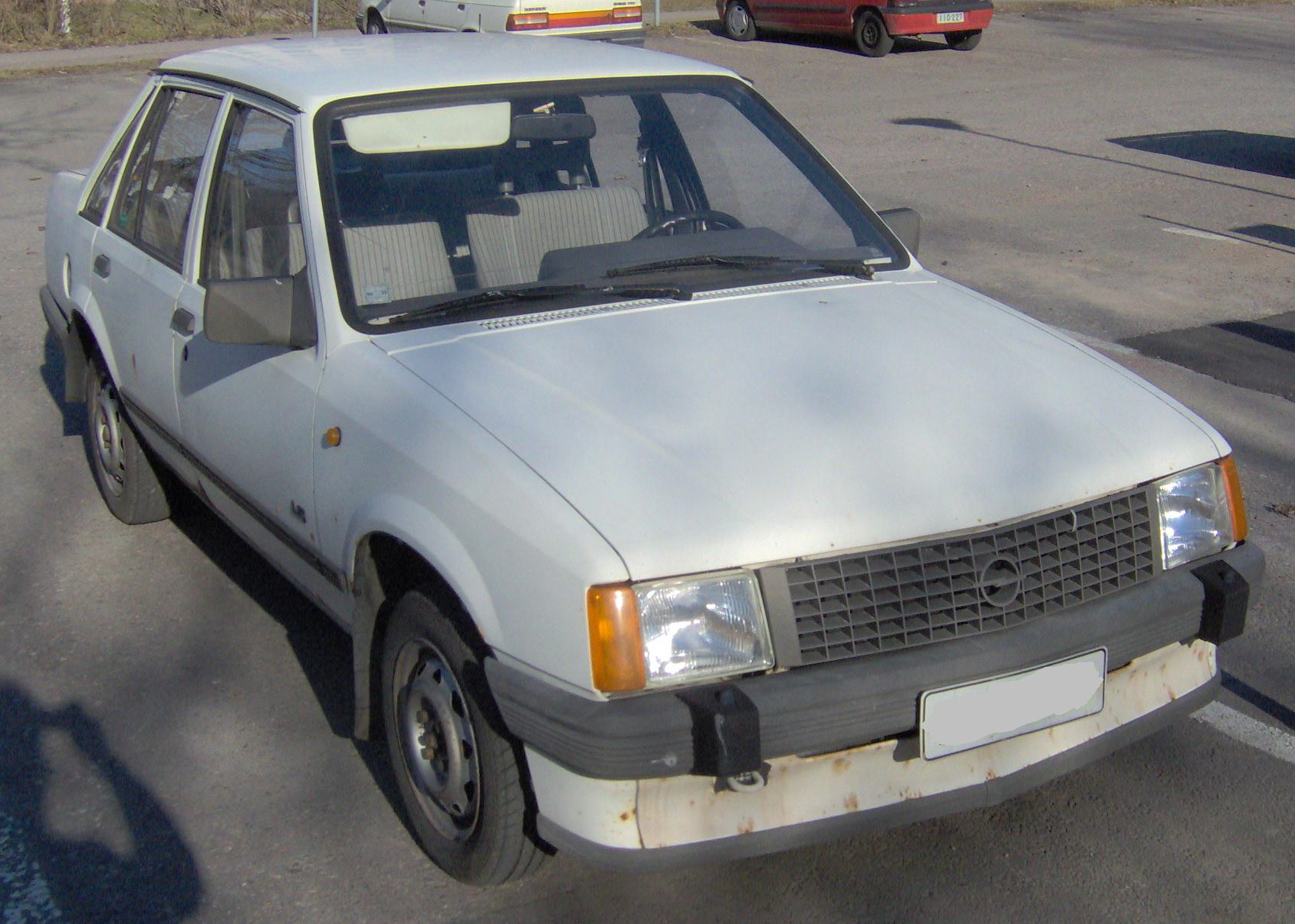